# 沃倫斯堡 (紐約州)
沃倫斯堡（英語：Warrensburg）是一個位於美國紐約州沃倫縣的鎮。

## 人口
根據2020年美國人口普查的數據，沃倫斯堡的面積為167.83平方千米，當中陸地面積為164.43平方千米，而水域面積為3.40平方千米。當地共有人口3959人，而人口密度為每平方千米24人。